# Zemst
Zemst là một đô thị ở tỉnh Vlaams-Brabant. Đô thị này bao gồm các thị xã Elewijt, Eppegem, Hofstade, Weerde và Zemst proper. Tại thời điểm ngày 1 tháng 1 năm 2006,  Zemst có tổng dân số 21.327 người. Tổng diện tích là 42,83 km² với mật độ dân số là 498 người trên mỗi km².